# Eisschnelllauf-Mehrkampfweltmeisterschaft 1997
Die 91. Mehrkampfweltmeisterschaft (55. der Frauen) fand vom 14. bis 16. Februar 1997 im M-Wave im japanischen Nagano statt. Die beiden Weltmeistertitel gewannen die Deutsche Gunda Niemann und der Niederländer Ids Postma.

## Teilnehmende Nationen
Frauen
Das Teilnehmerfeld des Frauenmehrkampfes setzte sich aus 30 Sportlerinnen aus 17 Nationen zusammen.
- 3 Starterinnen:  Deutschland,  Japan,  Niederlande,  Russland ↑,  Vereinigte Staaten
- 2 Starterinnen:  Italien,  Kanada ↑,  Rumänien ↓
- 1 Starterin:  Kasachstan ↑,  Lettland,  Norwegen,  Österreich ↓,  Schweden,  Südkorea ↑,  Ukraine,  Ungarn ↑,  Volksrepublik China ↑

Nicht mehr vertreten im Vergleich zur vorherigen Ausgabe waren Athletinnen aus Polen und Weißrussland. Insgesamt war das Feld um zwei Teilnehmerinnen größer als 1996.
Männer
Im Männermehrkampf starteten 36 Sportler aus 19 Nationen:
- 3 Starter:  Deutschland,  Italien ↑,  Japan,  Kanada,  Niederlande ↓,  Russland,  Vereinigte Staaten
- 2 Starter:  Frankreich ↑,  Norwegen ↓,  Polen ↑
- 1 Starter:  Belgien ↑,  Kasachstan ↓,  Neuseeland,  Österreich ↓,  Schweden,  Schweiz,  Südkorea ↓,  Ukraine,  Belarus

Nicht mehr vertreten im Vergleich zur vorherigen Ausgabe waren Athleten aus Finnland, Portugal, Rumänien und Ungarn. Insgesamt war das Feld um fünf Teilnehmer kleiner als 1996.

## Wettbewerb

### Frauen
Die Saison stand unter dem Zeichen der Einführung des Klappschlittschuhs: Die niederländischen Läuferinnen um Tonny de Jong nutzten diesen seit Beginn des Winters im Weltcup und schlugen damit regelmäßig Gunda Niemann, die seit 1991 bereits fünfmal Mehrkampfweltmeisterin geworden war und in den vorangegangenen Jahren auch im Weltcup die stärkste Athletin auf den Langstrecken gewesen war. Im Januar errang de Jong den Titel der Mehrkampf-Europameisterin. Zum Jahreswechsel stieg auch das deutsche Team auf die Klappschlittschuhe um, bei den letzten beiden Weltcups vor der WM (Ende Januar in Davos) siegte jeweils Niemann über 1500 und 3000 Meter. In Nagano war die Deutsche auf drei von vier Teilstrecken die Schnellste, auch über 500 Meter hatte sie als Zweite nur eine knappe Viertelsekunde Rückstand auf Annamarie Thomas. Im Mehrkampfklassement stand Niemann mit deutlichem Vorsprung auf ihre Teamkollegin Claudia Pechstein an erster Stelle, während Europameisterin de Jong die WM-Bronzemedaille gewann.
Die folgende Tabelle zeigt die zwölf bestplatzierten Sportlerinnen in der Gesamtwertung der Mehrkampf-WM an, die sich für die Finalteilnahme über 5000 Meter qualifiziert haben. Die Zahl in Klammern gibt die Platzierung je Einzelstrecke an, fett gedruckt die jeweils Schnellste.
| Rang | Name                     | 500 Meter    | 1500 Meter       | 3000 Meter       | 5000 Meter       | Gesamt- Punkte |
| ---- | ------------------------ | ------------ | ---------------- | ---------------- | ---------------- | -------------- |
| 01   | Gunda Niemann-Stirnemann | 40,79 s (2)  | 2:00,51 min (1)  | 4:10,40 min (1)  | 7:10,15 min (1)  | 165,708        |
| 02   | Claudia Pechstein        | 41,31 s (9)  | 2:02,52 min (3)  | 4:13,95 min (2)  | 7:17,04 min (3)  | 168,179        |
| 03   | Tonny de Jong            | 41,09 s (6)  | 2:03,08 min (5)  | 4:15,91 min (3)  | 7:14,39 min (2)  | 168,206        |
| 04   | Anni Friesinger          | 41,52 s (13) | 2:02,00 min (2)  | 4:16,24 min (4)  | 7:18,59 min (4)  | 168,751        |
| 05   | Annamarie Thomas         | 40,53 s (1)  | 2:02,79 min (4)  | 4:18,45 min (6)  | 7:30,70 min (9)  | 169,605        |
| 06   | Swetlana Baschanowa      | 41,61 s (14) | 2:03,47 min (6)  | 4:17,77 min (5)  | 7:19,68 min (6)  | 169,695        |
| 07   | Ljudmila Prokaschowa     | 41,93 s (17) | 2:03,48 min (7)  | 4:18,68 min (8)  | 7:19,22 min (5)  | 170,125        |
| 08   | Mitsue Uehara            | 41,08 s (5)  | 2:04,58 min (9)  | 4:25,96 min (18) | 7:35,58 min (10) | 170,733        |
| 09   | Barbara de Loor          | 41,99 s (18) | 2:05,24 min (12) | 4:18,51 min (7)  | 7:29,43 min (8)  | 171,764        |
| 10   | Chiharu Nozaki           | 41,08 s (5)  | 2:04,58 min (9)  | 4:25,96 min (18) | 7:35,58 min (10) | 172,490        |
| 11   | Becky Sundstrom          | 40,89 s (3)  | 2:05,66 min (13) | 4:26,51 min (19) | 7:41,50 min (11) | 173,344        |
| 12   | Warwara Baryschewa       | 41,75 s (15) | 2:05,21 min (11) | 4:23,51 min (13) | 7:46,83 min (12) | 174,087        |

### Männer
Der niederländische Titelverteidiger Rintje Ritsma erreichte 1997 auf keiner Teilstrecke ein Ergebnis unter den besten drei und wurde Fünfter der Gesamtwertung. An seine Stelle trat Teamkollege Ids Postma: Auf der 500-Meter-Distanz und der 1500-Meter-Distanz lief Postma jeweils eine der schnellsten beiden Zeiten und konnte seinen Vorsprung auf den längeren Strecken (die Bart Veldkamp für sich entschied) halten. Die beiden weiteren Medaillen sicherten sich der Japaner Keiji Shirahata und der deutsche Langstreckenläufer Frank Dittrich, der über 5000 und 10.000 Meter hinter Veldkamp die zweitschnellste Zeit lief.
Die folgende Tabelle zeigt die zwölf bestplatzierten Sportler in der Gesamtwertung der Mehrkampf-WM an, die sich für die Finalteilnahme über 5000 Meter qualifiziert haben. Die Zahl in Klammern gibt die Platzierung je Einzelstrecke an, fett gedruckt der jeweils Schnellste.
| Rang | Name            | 500 Meter    | 5000 Meter       | 1500 Meter       | 10.000 Meter      | Gesamt- Punkte |
| ---- | --------------- | ------------ | ---------------- | ---------------- | ----------------- | -------------- |
| 01   | Ids Postma      | 37,36 s (2)  | 6:49,09 min (8)  | 1:51,78 min (1)  | 14:07,54 min (4)  | 157,906        |
| 02   | Keiji Shirahata | 37,59 s (3)  | 6:47,46 min (3)  | 1:53,20 min (6)  | 14:07,95 min (5)  | 158,466        |
| 03   | Frank Dittrich  | 38,87 s (19) | 6:43,74 min (2)  | 1:54,10 min (9)  | 13:48,40 min (2)  | 158,687        |
| 04   | KC Boutiette    | 37,93 s (7)  | 6:48,62 min (5)  | 1:52,53 min (2)  | 14:08,75 min (6)  | 158,739        |
| 05   | Rintje Ritsma   | 37,99 s (9)  | 6:48,96 min (7)  | 1:53,12 min (5)  | 14:09,97 min (7)  | 159,090        |
| 06   | Bart Veldkamp   | 39,61 s (26) | 6:43,26 min (1)  | 1:54,57 min (11) | 13:41,66 min (1)  | 159,209        |
| 07   | Hiroyuki Noake  | 37,70 s (4)  | 6:51,32 min (11) | 1:53,11 min (4)  | 14:38,53 min (11) | 160,461        |
| 08   | Tōru Aoyanagi   | 38,16 s (12) | 6:56,23 min (13) | 1:54,17 min (10) | 14:21,22 min (8)  | 160,900        |
| 09   | Neal Marshall   | 37,96 s (8)  | 6:59,02 min (17) | 1:53,68 min (7)  | 14:26,24 min (9)  | 161,067        |
| 10   | Dave Tamburrino | 38,37 s (15) | 6:53,35 min (12) | 1:55,01 min (12) | 14:28,27 min (10) | 161,454        |
| 11   | Lasse Sætre     | 40,10 s (30) | 6:47,97 min (4)  | 1:56,65 min (22) | 13:54,46 min (3)  | 161,503        |
| 12   | Jason Parker    | 38,17 s (13) | 7:05,64 min (25) | 1:52,96 min (3)  | 14:52,95 min (12) | 163,034        |